# 石洞镇 (天柱县)
石洞镇，是中华人民共和国贵州省黔东南苗族侗族自治州天柱县下辖的一个乡镇级行政单位。

## 行政区划
石洞镇下辖以下地区：
石洞村、高屯村、皮厦村、槐寨村、汉寨村、屯雷村、空中村、屯集村、高渺村、庇佑村、谢寨村、茂老村、高旦村、坪地村、克寨村、高坪村、柳寨村、冲敏村、摆洞村、盘杠村、岑卜村、宰位村、红坪村、金凤村、红星村、地笋村、下腾村、步甲村、黄桥村、大坪村和高敏村。